# Kilburn (métro de Londres)
Kilburn (en anglais : Kilburn tube station ou Kilburn Underground Station), est une station de la ligne Jubilee du métro de Londres, en zone 2 Travelcard. Elle est située sur la Shootup Hill, à Kilburn, près de Brondesbury Park, sur le territoire du borough londonien de Brent, dans le Grand Londres.

## Situation sur le réseau
La station Kilburn de la ligne Jubilee du métro de Londres est située entre la station Willesden Green, en direction du terminus Stanmore  et la station West Hampstead en direction du terminus Stratford.

Plans de la ligne, du réseau du métro et des transports à Londres
Jubilee line.
Plan du métro.
Réseaux de Londres.

## Histoire
La station, alors dénommée Kilburn and Brondesbury, est mise en service le 24 novembre 1879 par le Metropolitan Railway

## Services aux voyageurs

### Accès et accueil
L'accès principal de la station est situé sur la Shootup Hill, à Kilburn.

### Desserte
Kilburn est desservie par les rames de la ligne Jubilee du métro de Londres circulant sur la relation Stanmore  - Stratford. La station dispose d'un quai central. Les rames de la ligne Metropolitan normalement utilisent les voies à l'extérieur et ne s'arrêtent pas ici.

Installations et desserte
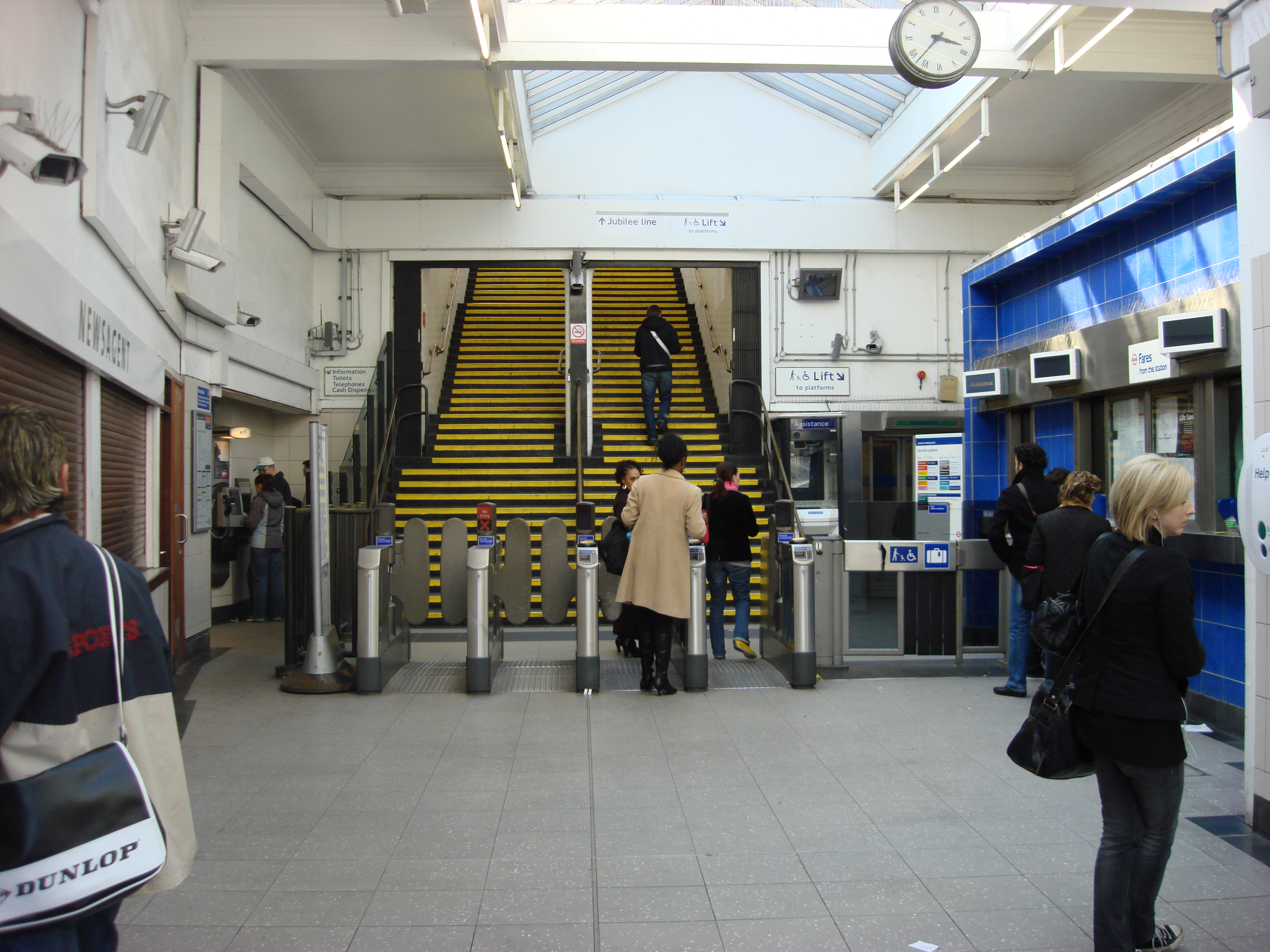
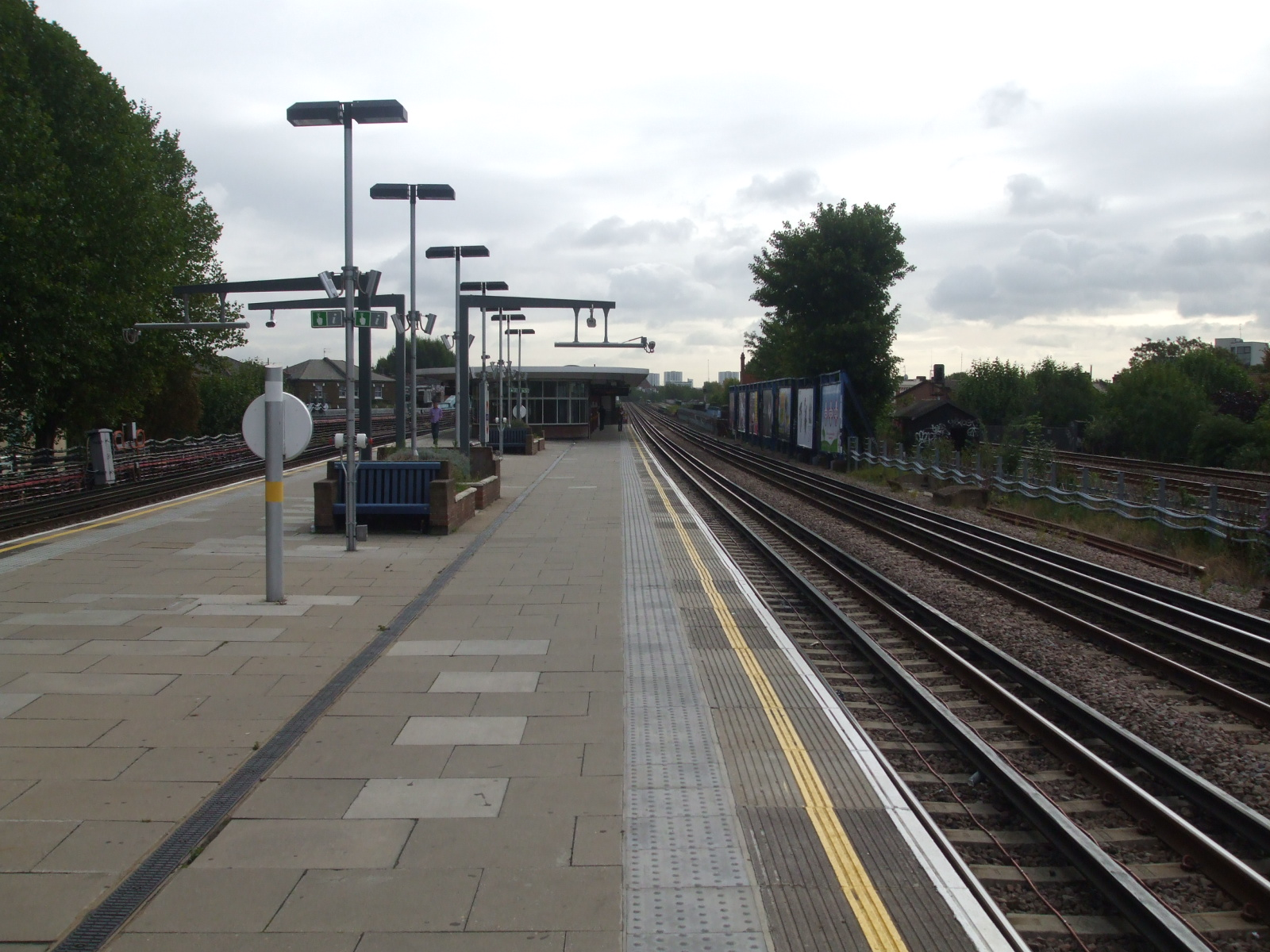
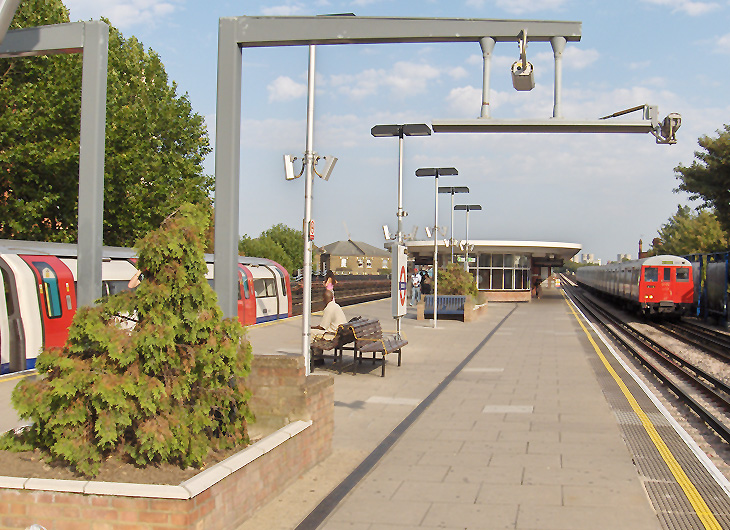

### Intermodalité
La station est desservie par des lignes des autobus de Londres : 16, 32, 189, 316, 632 et N16.

## À proximité
- Brondesbury Park
- Kilburn